# بكل
بكل هي بلدة ريفية موريتانية تقع في مقاطعة مونكل في منطقة كوركول الواقعة في جنوب موريتانيا.

## الموقع
تقع بلدة بكل في مقاطعة مونكل الواقعة في شمال منطقة كوركول في موريتانيا، وتبلغ مساحتها 188 كيلومتر مربع، ويحدها من جهة الغرب بلدية بطحت ميت، ويحدها من جهة الشرق بلدية امليزم تيشيط، بينما يحدها من جهة الجنوب بلدية أزكليم التياب.

## السكان
شهدت بلدة بكل نموًّا سكانيًّا ملحوظًا خلال القرن الحادي والعشرين، حيث ارتفع عدد سكان البلدة من 7677 نسمة في عام 2000، إلى 10314 نسمة في عام 2013 بمُعدل نمو سنوي بلغ 2.4٪ على مدى 13 عامًا.

## التاريخ
تأسست بلدة بكل بموجب المرسوم الصادر في 20 أكتوبر عام 1987 بشأن تأسيس البلديات الموريتانية.

## الإدارة
يشغل جبريل محمد سعيد في الوقت الحالي منصب عمدة بلدة بكل بدءًا من عام 2018 وحتى الآن، ويوضح الجدول التالي قائمة بأسماء الأشخاص الذين شغلوا منصب عمدة بلدية بكل:

### قائمة حكام البلدة
| اسم العمدة       | تاريخ تولي المنصب | تاريخ ترك المنصب   |
| ---------------- | ----------------- | ------------------ |
| الحسن ولد إينالا | 2013              | 2018               |
| جبريل محمد سعيد  | 2018              | في المنصب حتى الآن |

## الاقتصاد
تُشكل الزراعة النشاط الاقتصادي الرئيسي لسكان بلدة بكل مثلهم في ذلك مثل سكان جميع البلدات الموريتانية الموجودة في المنطقة تقريبًا. ومع ذلك فلا يزال اقتصاد البلدة متواضعًا وهش بسبب ما يواجهه من عقبات تُعرقل محاولات تنميته، ولا سيما الظروف المناخية أو قلة الإمكانيات المتوفرة للمزارعين. وفي سبيل للتغلب على هذه المعوقات، قامت الحكومة الموريتانية بالتعاون مع المنظمات غير الحكومية المختلفة لتمويل عدد من المشاريع التي تُساعد على تحسين الظروف المعيشية لسكان البلدة.